# Emmanuel Xánthos
Emmanuel Xánthos (in greco: Εμμανουήλ Ξάνθος; Patmos, 1772 – Atene, 28 novembre 1852) è stato un rivoluzionario greco.
Fu uno dei tre membri fondatori (insieme ad Athanásios Tsákalov e Nikolaos Skoufas) della Filikí Etería, la società segreta che promosse la diffusione della causa nazionale greca anti-ottomana.

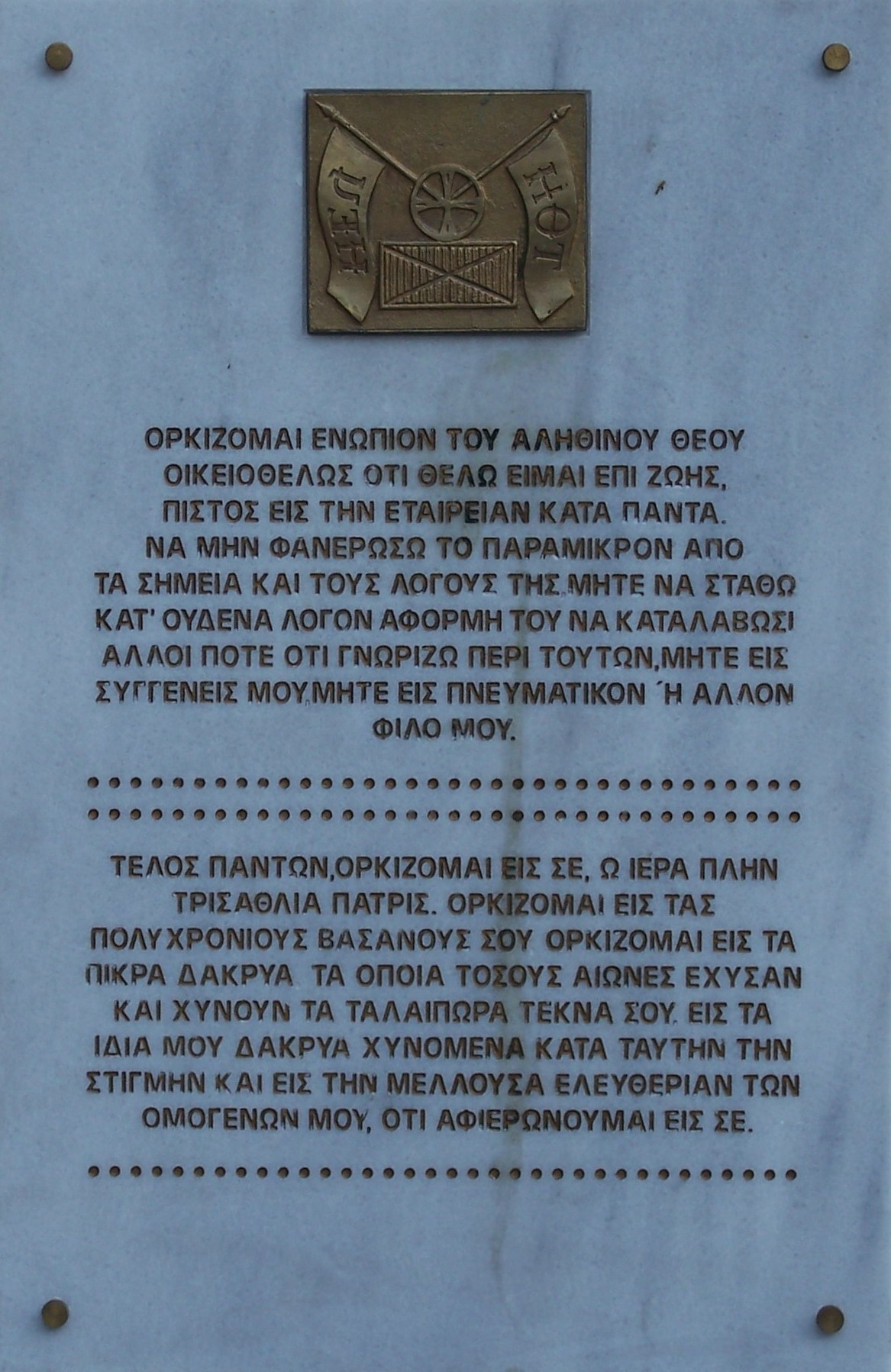
Il giuramento iniziatico dei membri della Filikí Etería.

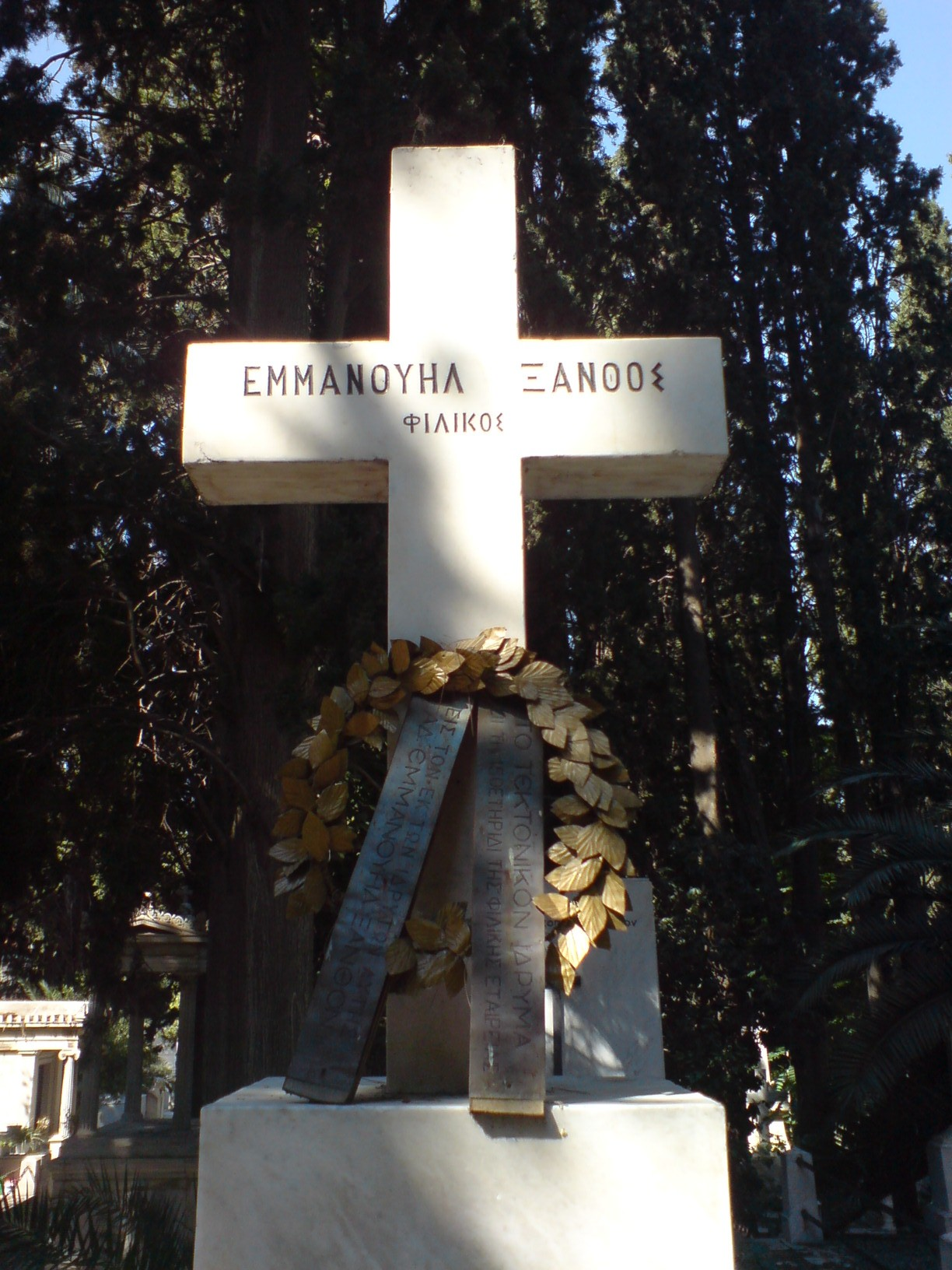
La tomba di Emmanuel Xánthos nel Primo cimitero di Atene.

## Biografia

### Origini
Nato a Patmos nel 1772, Emmanuel Xánthos ebbe modo di visitare l'Italia in giovane età, dopodiché si trasferì in Russia ove praticò la mercatura. Nel 1810 era alle dipendenze di un mercante di Odessa. Nel 1812, creò una compagnia specializzata nel commercio dell'olio d'oliva con due soci a Costantinopoli ma andò fallito.
Durante un soggiorno a Leucade, nel 1813, fu iniziato alla Massoneria nella loggia "Unione" (spec. "Società dei Liberi Costruttori di Santa Maura").
 Nel 1820 fu affiliato come Maestro Massone nella loggia di San Pietroburgo "Les Amis Réunis" n. 8, appartenente alla Gran Loggia Astrea.   
L'iniziazione massonica fu l'ispirazione che lo portò a concepire la fondazione di una società segreta che si prendesse il compito di riunire «tutti i kapitanioi degli Armatoli (una milizia greca, n.d.r.) e gli altri leader di tutte le classi di greci, in Grecia o altrove, con l'obiettivo finale di liberare la patria».

Tornato ad Odessa, Emmanuel vi conobbe Athanásios Tsákalov e Nikolaos Skoufas. I tre uomini strinsero tra loro un sodalizio che si declinò nell'organizzazione di una società segreta che promuovesse la causa nazionale greca contro l'occupazione ottomana.

### LaFilikí Etería
La fondazione formale della società segreta ideata da Xánthos e compagni avvenne ad Odessa il 14 settembre 1814. Da quella data, Xánthos dedicò tutto sé stesso al patrocinio delle idee difese dalla confraternita, denominata Filikí Etería.
La prima mossa dei tre confratelli che avrebbero costituito il "Direttorio Invisibile" dell'associazione , fu avviare una campagna di reclutamento.

Mentre  Skoufas e Tsákalov si trasferirono a Mosca per raccogliervi proseliti, Xánthos tornò a Costantinopoli. Fu lì che, nel 1815, convinse una giovane ragazza greca di nome Sevasti Xanthou prima ad unirsi all'Etería e poi a sposarlo.
Nonostante gli sforzi del Direttorio, la Filikí Etería faticava a decollare. Nel 1816 soli venti nuovi membri erano stati reclutati e, nel 1817, la cifra non raggiungeva ancora i quarantadue: qualche socio in Italia, uno a Vienna, ma nessuno nelle grandi città della diaspora mercantile greca: Londra, Parigi, Marsiglia o Amsterdam. In effetti, i fondatori non facevano realmente parte della classe mercantile più prospera. Non erano abbastanza ricchi da disporre della considerazione e della rete della diaspora. I primi reclutati poi, ricchi non lo erano per niente: furono definiti da Ioánnis Kapodístrias come «miserabili impiegati di commercio».
Nell'inverno 1817-1818, Skoufas e Tsákalov raggiunsero Xánthos a Costantinopoli per fare il punto della situazione.
 
Risolsero di razionalizzazione le attività della società. Il quartier generale dell'associazione venne stabilito proprio a Costantinopoli, la capitale di quell'impero ottomano che progettavano di abbattere, dato che lì la polizia politica era meno efficace che in Russia o nei Territori austro-ungarici. Le attività ed il reclutamento vennero concentrate nella sola Grecia (fondamentale fu a questo punto il ruolo giocato dai quattro capitani iniziati da Nikolaos ad Odessa: Anagnostarás fu inviato a Idra, Spetses nel Peloponneso, un secondo nel nord-est della Grecia e gli ultimi due nella penisola di Mani). Vennero create eforie nelle principali città europee e orientali, ciascuna delle quali disponeva di propri tesorieri (i più ricchi membri commercianti della città) ed era in collegamento con il quartier generale di Costantinopoli che si faceva carico di dirigerle e coordinarle. Giannina, Bucarest, Trieste, Iași, Mosca, Pest diventeranno sedi di eforie, tanto come Smirne, Chio, Samo, Calamata o Missolonghi. Fondamentale fu poi l'ingresso nel Direttorio Invisibile della società del ricco Panayiotis Sekéris che andò a colmare il vuoto lasciato dalla prematura scomparsa di Skoufas (31 luglio 1818), deceduto per malattia, ed apportò utili capitali all'Etería.
Era però a questo punto necessario trovare alla società un capo carismatico cui potersi appellare e in grado di apportare il sostegno di una grande nazione. La scelta si indirizzò su Giovanni Capodistria. Proveniente da una ricca famiglia di Corfù, membro del governo della Repubblica delle Sette Isole Unite ed estensore della costituzione, Capodistria si era fato notare ai tempi dell'occupazione russa dell'arcipelago ed era entrato nella diplomazia fino a diventare Ministro, associato con Karl Robert von Nesselrode. Nel gennaio 1820, Xánthos fu inviato a San Pietroburgo per incontrare Capodistria con una lettera di presentazione scrittagli da un amico d'infanzia dello stesso, Anthimos Gazis, allora direttore di una scuola nel Pelio. Capodistria era già stato approcciato dagli Eteríi nel 1817, per tramite di Nikólaos Galátis, e nel 1819, per tramite di Kamárinos, ma in entrambe le occasioni aveva rifiutato di appoggiare la loro causa. Di fronte a un nuovo possibile rifiuto di Capodistria, l'idea del Direttorio era di riuscire almeno, grazie alla personalità di Xánthos , a non alienarsene le simpatie, in modo da poter ottenere da lui stesso un'indicazione alternativa. Al cospetto del ministro, Emmanuel giocò immediatamente tutte le carte a sua disposizione rivelandogli i meccanismi di funzionamento dell'organizzazione segreta. Capodistria, tuttavia, rifiutò di nuovo, soprattutto in virtù del suo rango politico di ministro dell Zar. Un secondo incontro fu organizzato dal segretario particolare di Capodistria, membro dell'Eteria ma vi fu un nuovo e stavolta definitivo rifiuto il 15 gennaio.

Alessandro Ypsilántis era un'altra possibilità. Aiutante di campo dello Zar, aveva perduto un braccio durante la battaglia di Dresda e i suoi due fratelli erano già membri dell'Eteria. Xánthos tenne con lui un approccio prudente, nel timore di vedersi opporre un altro rifiuto, un'eventualità considerata catastrofica. Durante un primo incontro, evocò le sorti dei Greci sotto il giogo ottomano, lasciandogli il tempo di riflettere e di chiedersi cosa egli potesse fare per alleviare il malessere dei compatrioti. Solo l'indomani la questione gli fu posta direttamente e Ypsilántis accettò con entusiasmo.

## La guerra d'indipendenza greca
Allo scoppio della guerra d'indipendenza greca (1821), Xánthos lasciò in via definitiva Costantinopoli. La sua famiglia (Emmanuel e Sevasti avevano avuto tre figli: Nicola, Pericle e Aspasia) si trasferì poco dopo ad Izmaïl e poi Chișinău per evitare rappresaglie dagli Ottomani. Quando Ypsilanti venne catturato dagli austriaci ed imprigionato a Mugach, Xánthos iniziò ad operare per la sua liberazione.
Xánthos morì e fu sepolto ad Atene. Le sue Memorie, pubblicate postume (1854) sono uno dei più importanti documenti sulla storia dell'emancipazione greca dal dominio ottomano.

### Fonti
- Xánthos, Emmanuel (1854), Απομνημονεύματα, ed. fac-simile (1996), Memoirs for the Friendly Society, Atene, Vergina.

### Studi
- Brewer, David (2001), The Greek War of Independence : The Struggle for Freedom from Ottoman Oppression and the Birth of the Modern Greek Nation, New York City, The Overlook Press, ISBN 1-58567-395-1.